# Méthode génétique
La méthode génétique est, avec la méthode expérimentale et la méthode empirique, l'une des trois méthodes utilisées en psychologie. Elle est également l'une des méthodes utilisées en sociologie et en philosophie.

## Thèse
L'objet d'étude ne peut, selon cette méthode, être étudié que sous l'angle de sa genèse, et en observant son évolution depuis l’origine.

## Tenants de cette méthode
- Platon, République, II, 369 a ; Lois, III, 678 sq. ; Aristote, Politique, I, 2, 1252 a 24-26.
- Sigmund Freud
- Henri Wallon
- Lev Vygotski
- Jean Piaget